# Mo-Do
Mo-Do, właśc. Fabio Frittelli (ur. 24 lipca 1966 w Monfalcone, zm. 6 lutego 2013 w Udine) – włoski muzyk. Wykonawca tworzył w latach 90. XX wieku w stylu eurodance. Największym przebojem Mo-Do był singel „Eins, Zwei, Polizei”.
Fabio Frittelli urodził się w 1966 roku w Monfalcone (Włochy). Jego matka była austriacką nauczycielką, a ojciec tłumaczem w firmie zajmującej się handlem zagranicznym. Pierwszym zespołem Fabia był hardrockowy Blue The King. Potem został basistą grupy Validi Alibi. Po spotkaniu producenta Claudio Zennaro razem zaczęli tworzyć pod nazwą Mo-Do.
Nazwa Mo-Do pochodzi od dwóch pierwszych liter miejscowości w której urodził się Fabio (Monfalcone) oraz słowa „niedziela” (wł. Domenica), ponieważ Fabio urodził się w niedzielę.
6 lutego 2013 Fabio został znaleziony martwy w swoim domu w Udine. Przyczyną śmierci było samobójstwo.

## Dyskografia
Albumy
- Was Ist Das? (1995)

Single
- „Eins, Zwei, Polizei” (1994)
- „Super Gut” (1994)
- „Gema Tanzen” (1995)
- „Sex Bump Twist” (1996)
- „Eins, Zwei, Polizei Remix '99” (1999)
- „Superdisco (Cyberdisco)” (1999)